# St. Maria, Mutter der Sieben Schmerzen (Bethen)

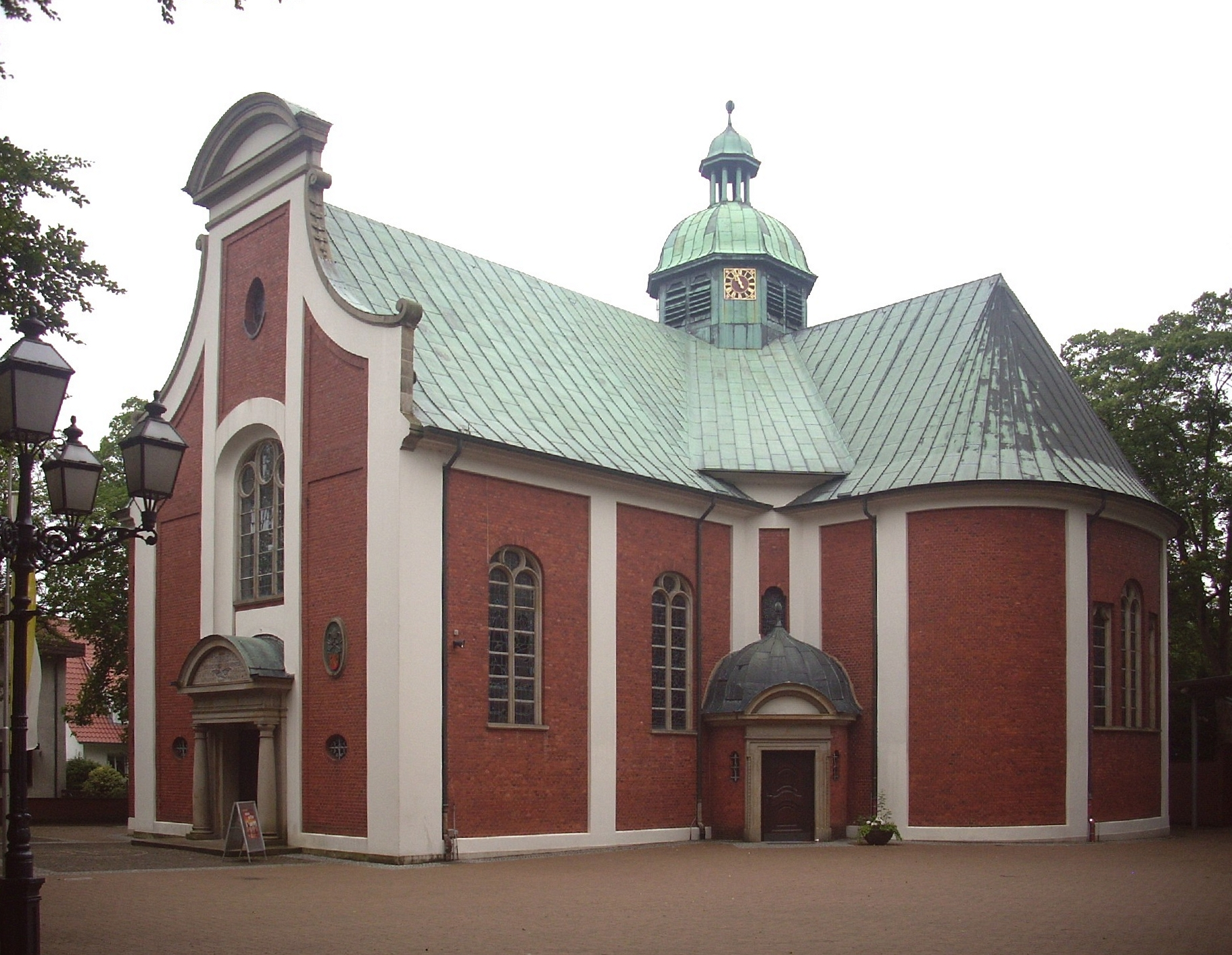
Wallfahrtsbasilika St. Maria

St. Maria, Mutter der Sieben Schmerzen ist eine 1929 geweihte Wallfahrtskirche in Bethen, einem Ortsteil von Cloppenburg in Niedersachsen, mit einer Gnadenkapelle von 1669 und einem Komplex von Pilgergebäuden. Die Kirche ist eine Pfarrkirche der Gemeinde St. Marien in Bethen und Umgebung.

## Geschichte
Eine Bether Wallfahrt wurde erstmals am 3. Juli 1448 urkundlich erwähnt. Das hier verehrte Gnadenbild der Muttergottes mit dem toten Sohn (Pietà) wird kunstgeschichtlich auf das Ende des 14. Jahrhunderts datiert. Die Legende erzählt, es sei auf der Soeste schwimmend von Landleuten entdeckt, geborgen und auf ein Pferdefuhrwerk geladen worden. An der Stelle der heutigen Gnadenkapelle hätten die Pferde sich gesträubt, und dies sei als Zeichen verstanden worden, hier ein Heiligtum zu errichten.
Im Jahr 1544 wurde die Gegend protestantisch und die Wallfahrten ließen nach. Im Zuge der Gegenreformation wurde Bethen 1613 wieder katholisch. Da jedoch bald der Dreißigjährige Krieg wütete, wurden die Wallfahrten nicht wieder aufgenommen. In den Wirren des Krieges wurde sogar die Kapelle zerstört.
Erst 1669 wurde die durch den Drosten des Amtes Cloppenburg, Carl Othmar von Grothaus wiederaufgebaute Gnadenkapelle durch Fürstbischof Christoph Bernhard von Galen feierlich geweiht und unter den Schutz der Gottesmutter und des Heiligen Antonius gestellt. Ein Jahr später kam es dann zu der ersten Mariä-Geburts-Prozession, die durch Bischof Christoph Bernhard eingeführt wurde.
Von der Mitte des 17. bis zur Mitte des 18. Jahrhunderts erlebte die Wallfahrt eine Hochblüte. Danach kam es zu einem Rückgang der Prozessionen. Lediglich die Cloppenburger Prozession am Fest Mariä Geburt und die Fronleichnamsprozession blieben bestehen. Mit dem Ersten Weltkrieg begann eine Wiederbelebung der Wallfahrt, da viele Frauen und Kinder dort für ihre Angehörigen an der Front beteten.
Die Mutter der Sieben Schmerzen ist heute Wallfahrtsziel für die Gemeinden des Oldenburger Landes, aber es kommen auch viele Pilger aus weiter entfernten Gemeinden zum Gnadenbild der Schmerzhaften Muttergottes. Im Jahre 2021 kamen – trotz der Corona-Pandemie – fast 100.000 Pilger zur Schmerzensmutter in Bethen.
Es ist die nördlichste Marienwallfahrtsstätte Deutschlands. In Europa liegen nur Warfhuizen in den Niederlanden, Heiligelinde im ehemaligen Ostpreußen sowie das Tor der Morgenröte bei Wilna in Litauen nördlicher.

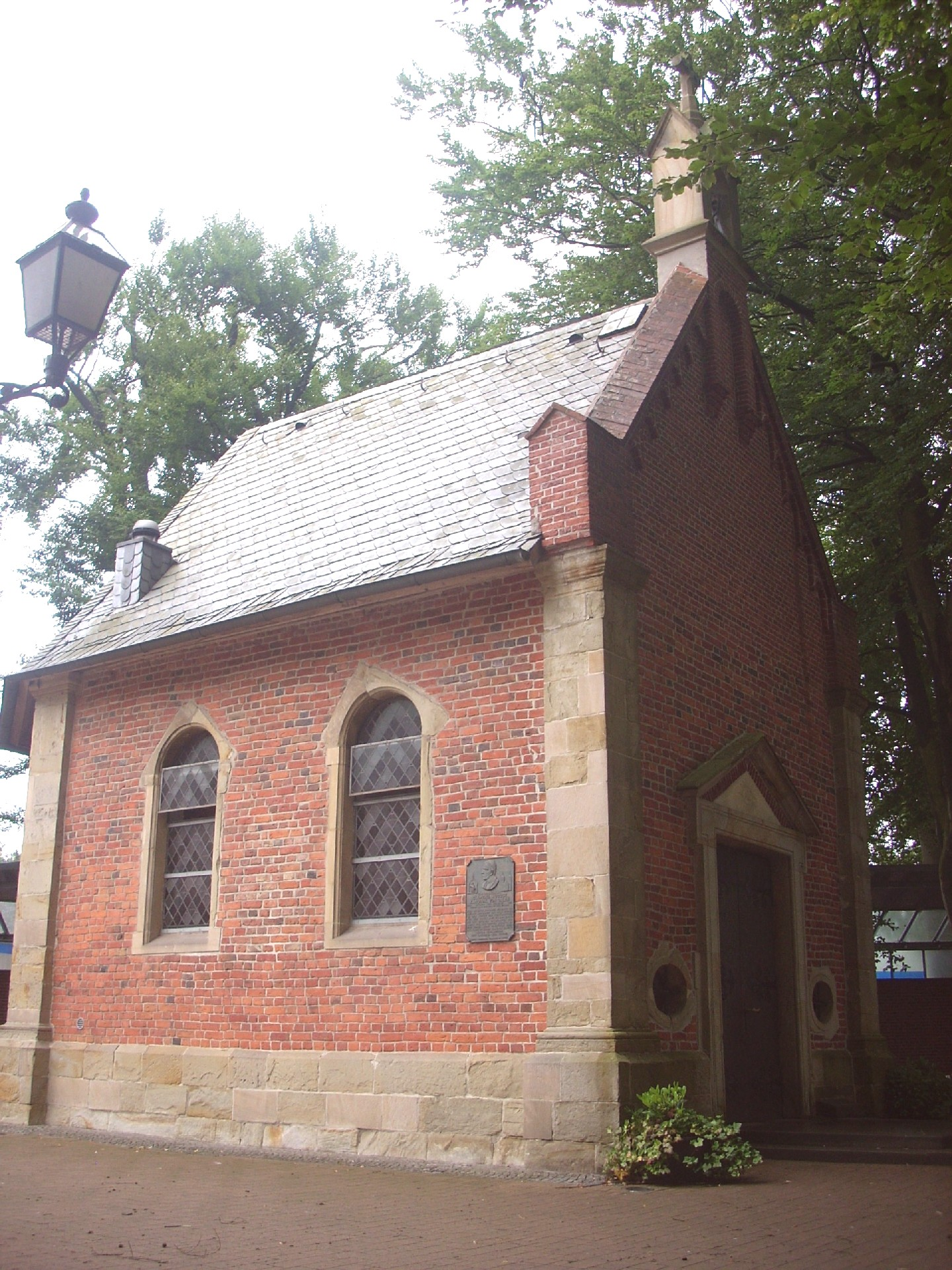
Gnadenkapelle zur Schmerzhaften Muttergottes
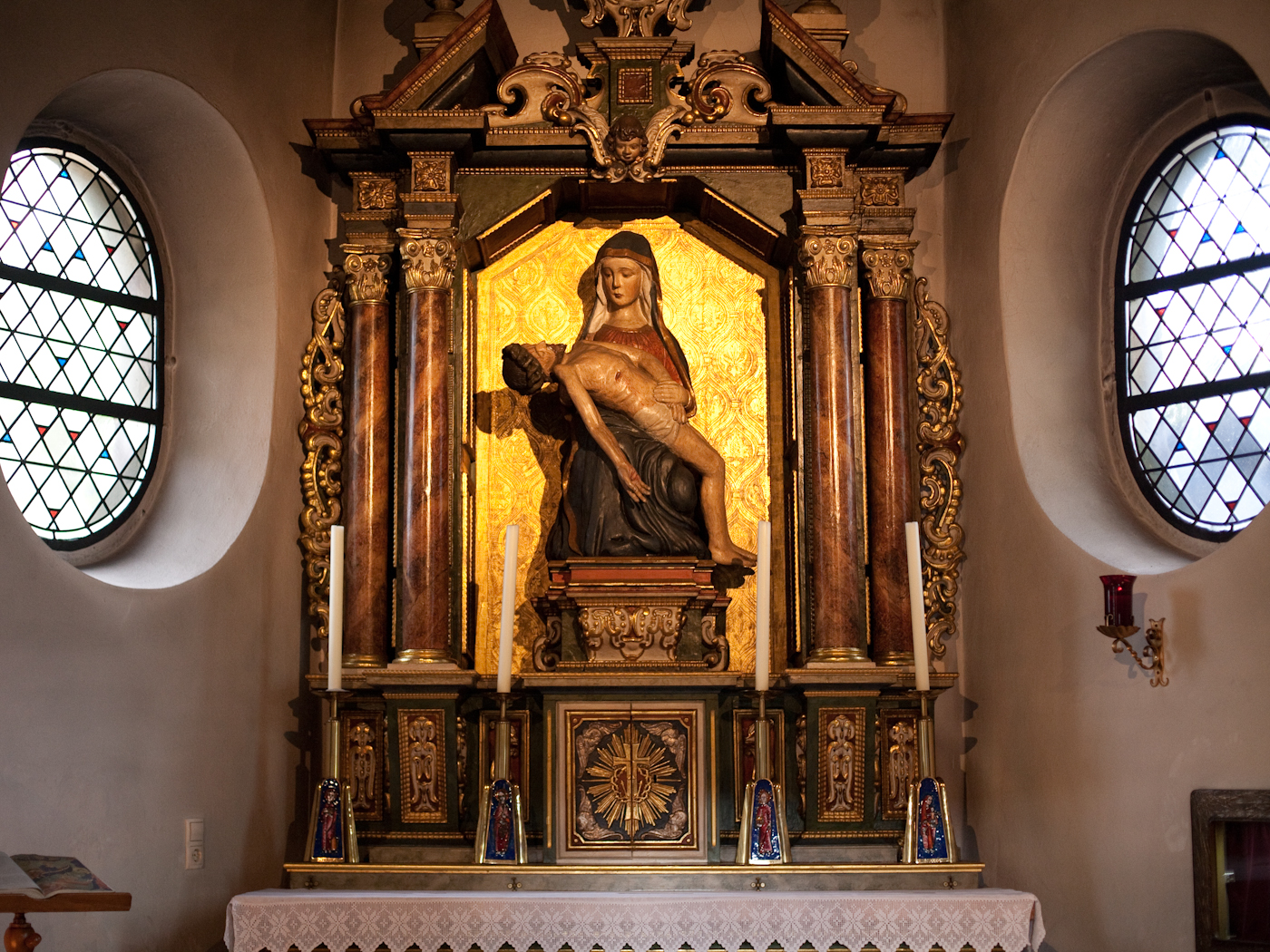
Inneres der Gnadenkapelle
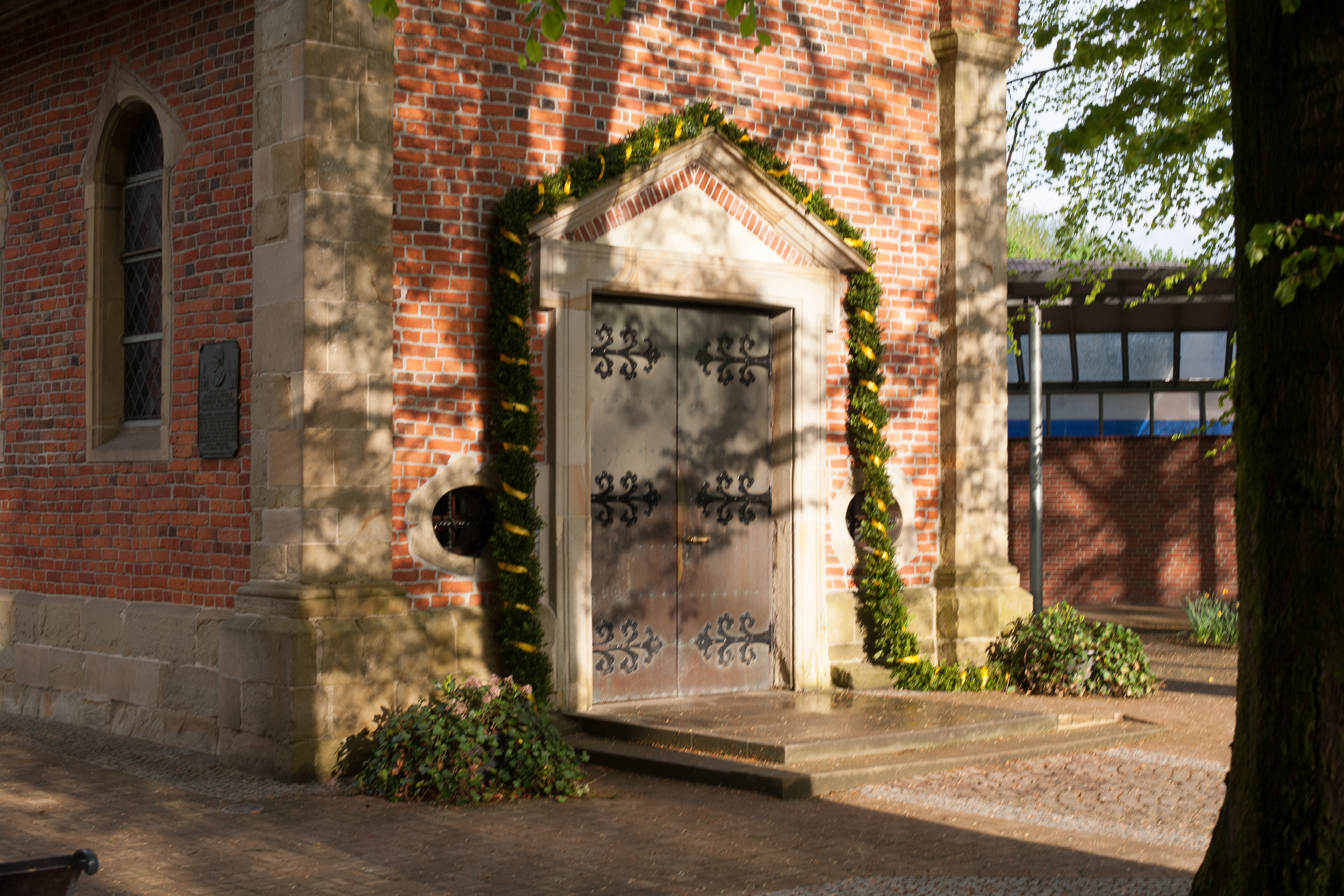
Eingang der Gnadenkapelle

## Antoniuskapelle

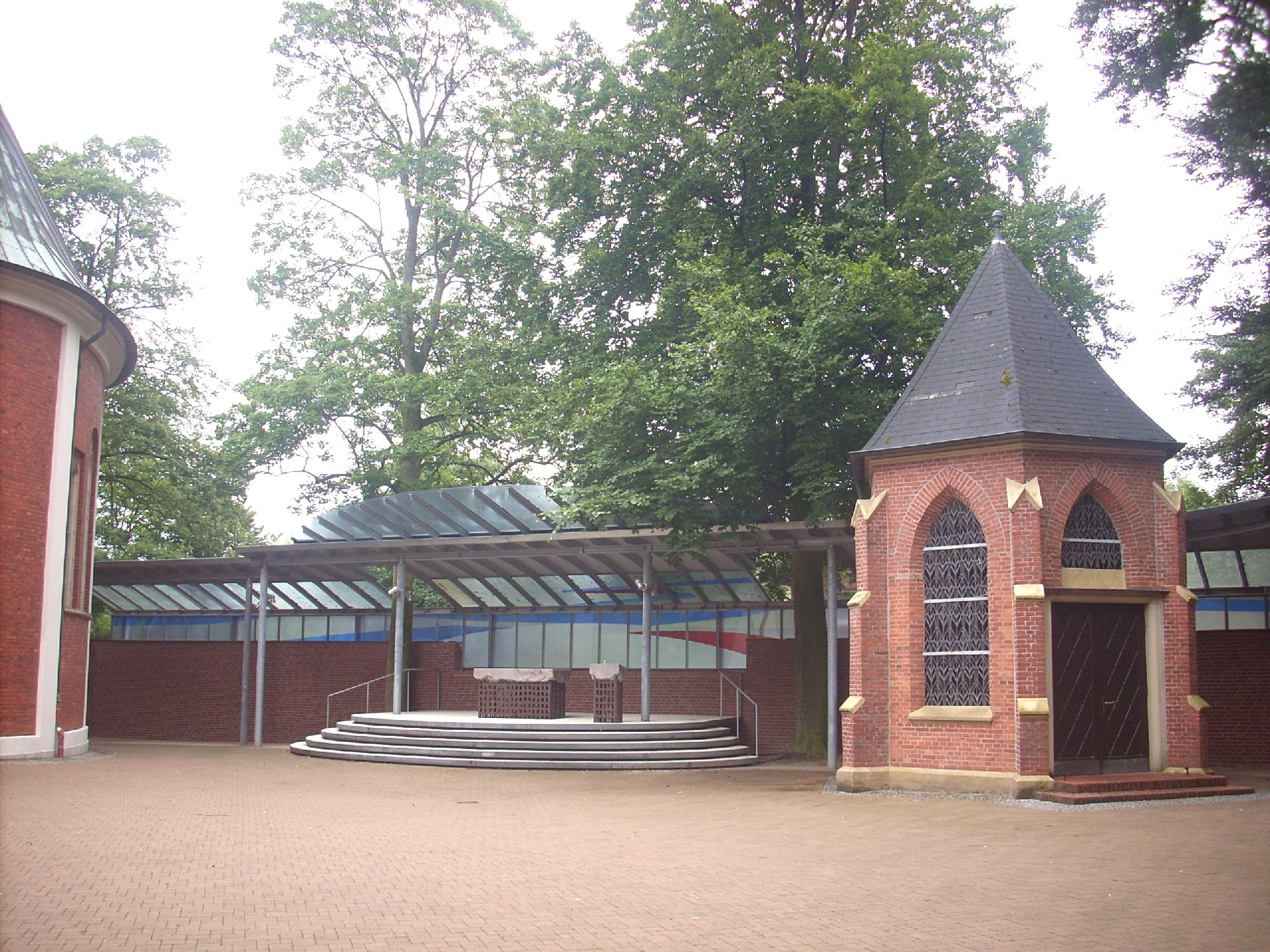
Außenaltar und Antoniuskapelle

Neben der Gnadenkapelle wurde 1858 die Antoniuskapelle erbaut. Der neugotische Zentralbau mit sechseckigem Grundriss und Kreuzrippengewölbe stammt von Johann Bernhard Hensen. In der Kapelle befindet sich eine Antoniusfigur aus der zweiten Hälfte des 18. Jahrhunderts.

## Basilika

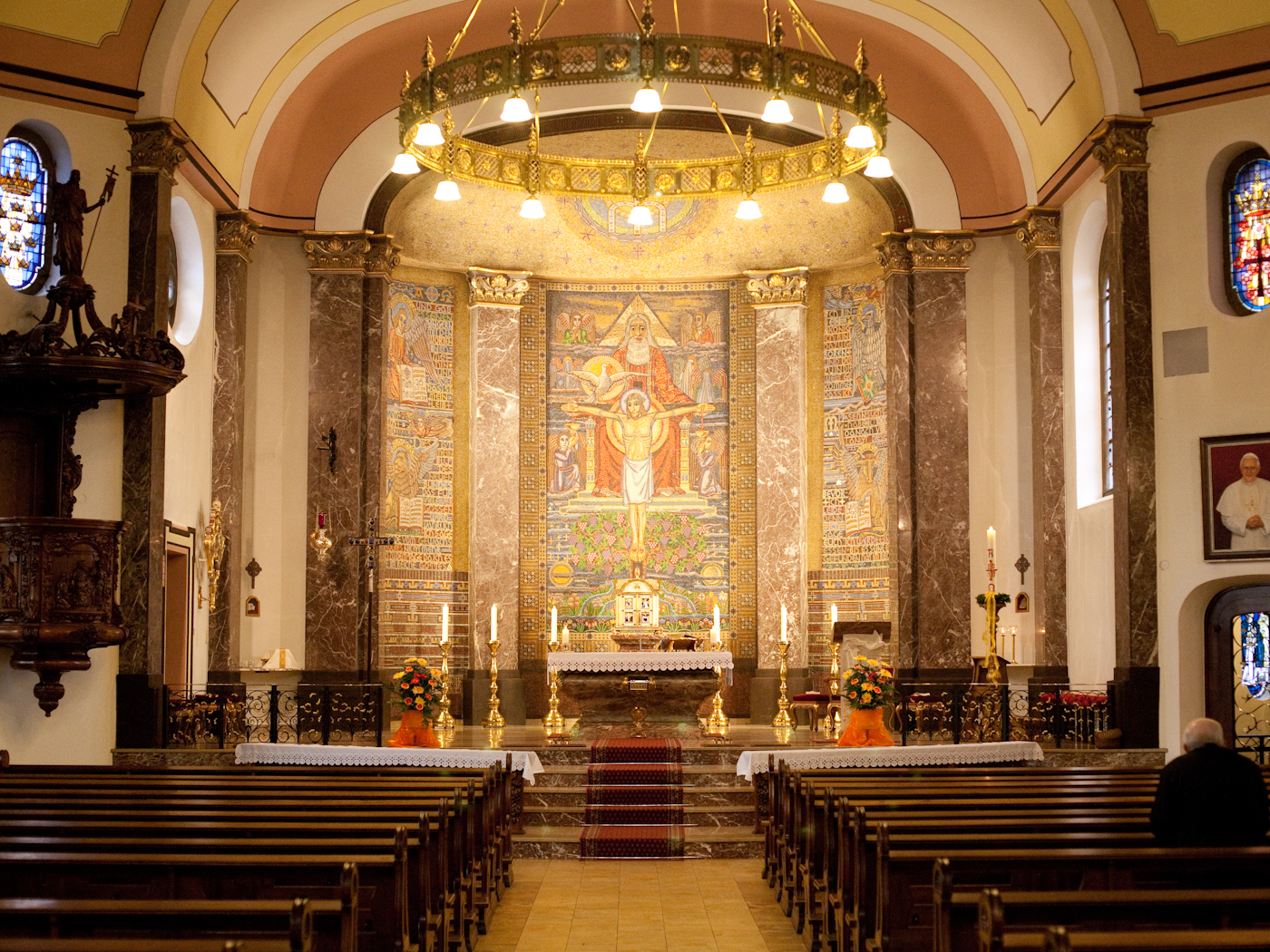
Innenraum der Wallfahrtsbasilika

Nach dem Ersten Weltkrieg begann man den Bau einer großen neobarocken Wallfahrtskirche zu planen, die 1929 geweiht werden konnte. Die Fassade wurde in einer schlichten Fassung dem Barock nachempfunden. Sie wurde rot verklinkert und ist durch weiß gekennzeichnete Unterbrechungen wie Putzfelder sowie am Langhaus und den Querhäusern durch flache Strebpfeiler gegliedert. Die Apsis zeigt eine Darstellung des Gnadenstuhls. Der alte Hauptaltar aus Marmor wurde nach dem II. Vatikanischen Konzil durch Clemens Dierkes umgestaltet. In der Frontseite ist ein kostbares Reliquiar mit Reliquien der heiligen Venustus, Grata, Maria Goretti, Papst Pius X. und Bonifatius eingelassen.
1977 wurde die Wallfahrtskirche durch Papst Paul VI. zur päpstlichen Basilica minor erhoben. In der Krypta befindet sich seit 2007 ein künstlerisch gestaltetes Reliquiar des seliggesprochenen Kardinals Clemens August Graf von Galen, der aus dem Oldenburger Münsterland stammte und, wie auch am hinterlassenen Primizkelch ersichtlich, eng mit dem Ort verbunden war.

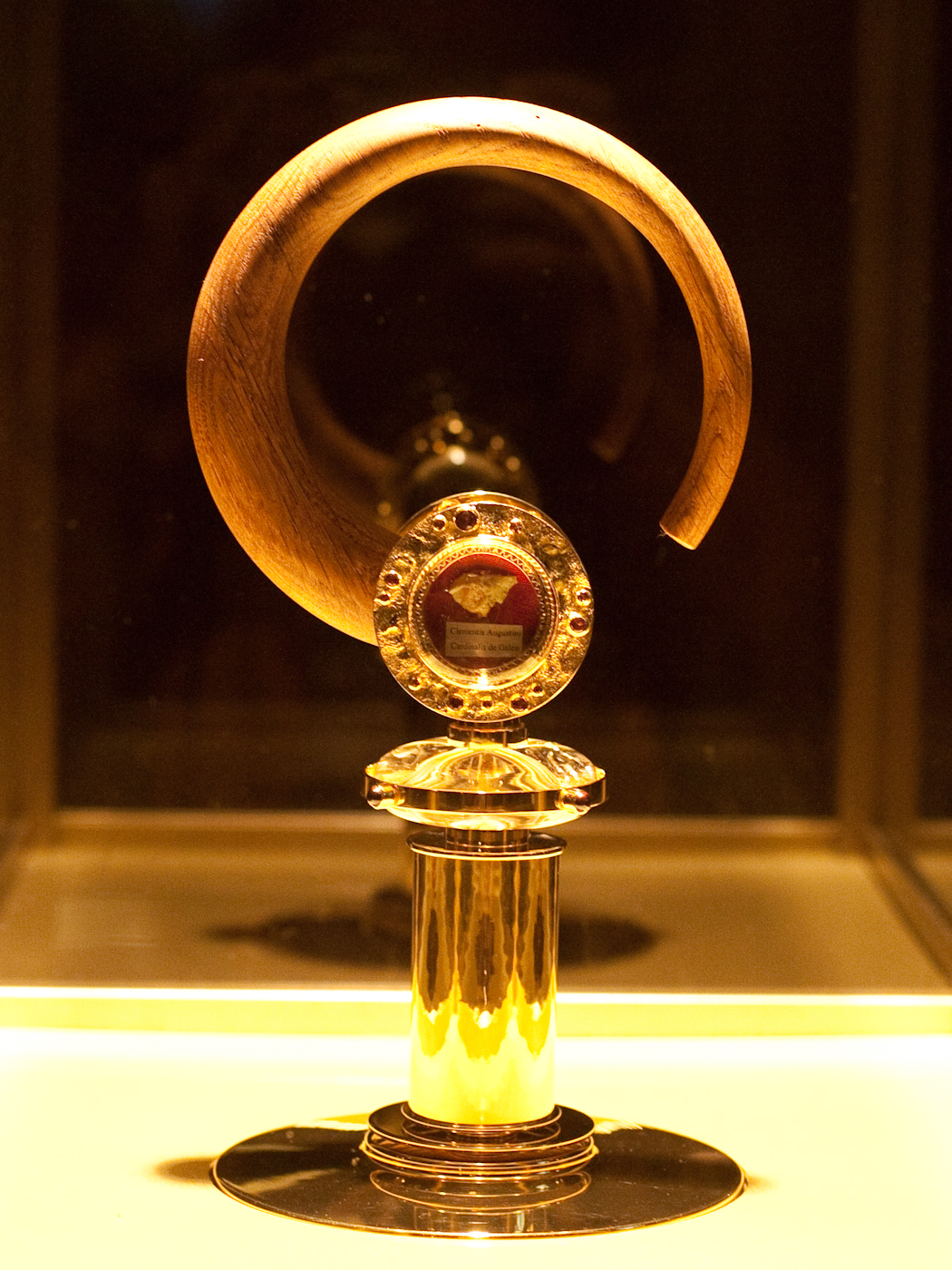
Kardinal-von-Galen-Reliquiar in der Krypta
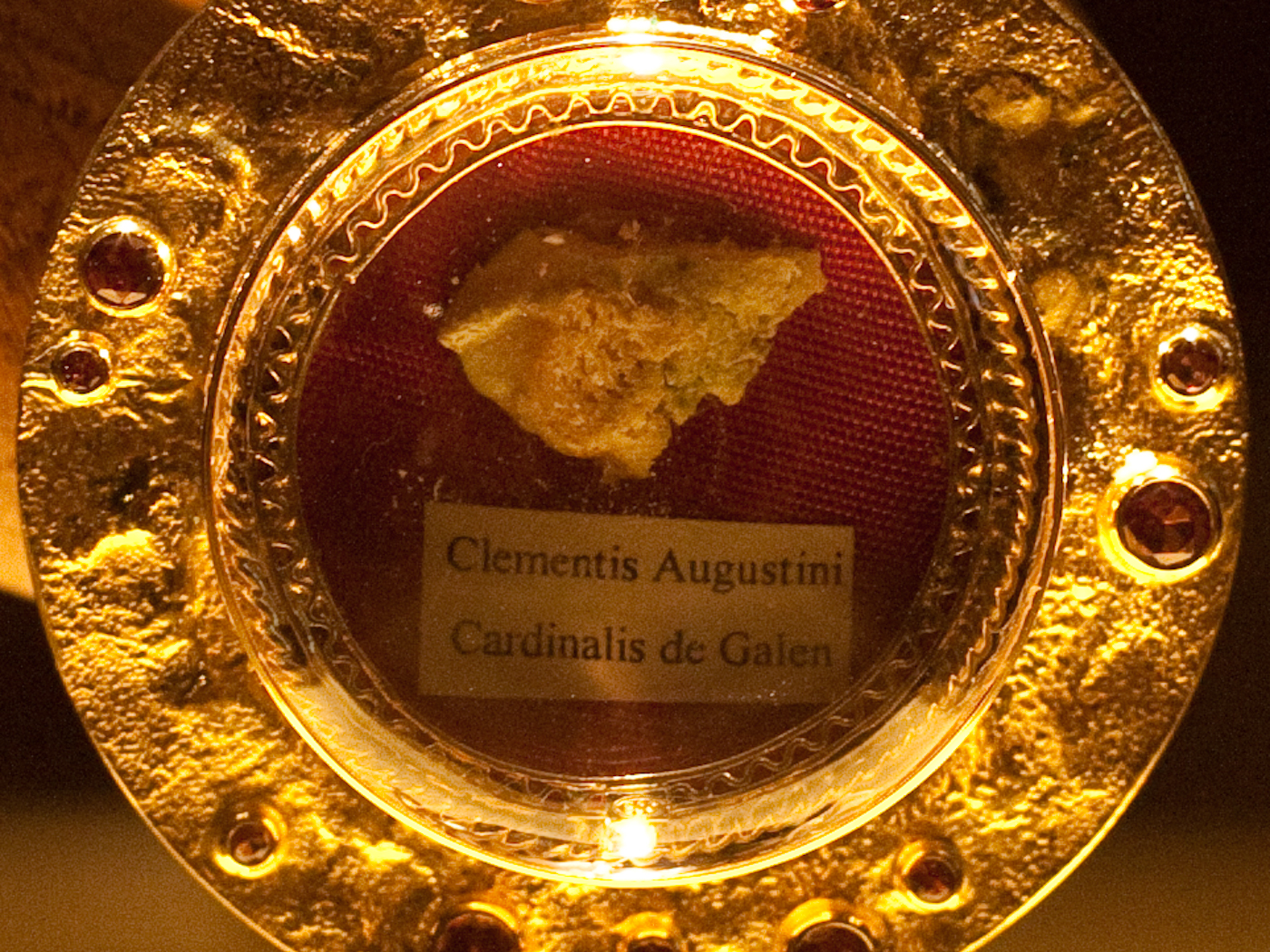
Detail

Derzeit erbaut die Orgelbaufirma Hermann Eule (Bautzen) eine neue Orgel für die Basilika. Das Instrument wird auf der Empore aufgestellt und 36 Register (2000 Pfeifen) auf zwei Manualwerken und Pedal haben.
| I Hauptwerk C–a3 |                 |        |
| 1.               | Salicional      | 16′    |
| 2.               | Principal       | 08′    |
| 3.               | Viola di Gamba  | 08′    |
| 4.               | Marienflöte     | 08′    |
| 5.               | Erzähler        | 08′    |
| 6.               | Octave          | 04′    |
| 7.               | Spitzflöte      | 04′    |
| 8.               | Quinte          | 02 ⁄3′ |
| 9.               | Superoctave     | 02′    |
| 10.              | Mixtur IV       | 02′    |
| 11.              | Cornett II-IV   | 02 ⁄3′ |
| 12.              | Trompete        | 08′    |
| 13.              | Physharmonika 0 | 16′    |
| 14.              | Physharmonika   | 08′    |

| II Schwellwerk C–a3 |                    |         |
| 15.                 | Lieblich Gedackt   | 16′     |
| 16.                 | Geigenprincipal    | 08′     |
| 17.                 | Unda maris (ab c0) | 08′     |
| 18.                 | Flauto traverso    | 08′     |
| 19.                 | Gedackt            | 08′     |
| 20.                 | Viola d’amour      | 08′     |
| 21.                 | Fugara             | 04′     |
| 22.                 | Flauto amabile     | 04′     |
| 23.                 | Nassat             | 02 ⁄3′  |
| 24.                 | Waldflöte          | 02′     |
| 25.                 | Terz               | 01 3⁄5′ |
| 26.                 | Quinte             | 01 ⁄3′  |
| 27.                 | Progressio III-IV  | 02′     |
| 28.                 | Cor anglais        | 16′     |
| 29.                 | Oboe               | 08′     |

| Pedalwerk C–f1 |                 |     |
| 30.            | Violonbass      | 16′ |
| 31.            | Subbass         | 16′ |
| 32.            | Principalbass 0 | 08′ |
| 33.            | Cello           | 08′ |
| 34.            | Bordun          | 08′ |
| 35.            | Octavbass       | 04′ |
| 36.            | Posaune         | 16′ |

## Gedenkstätte
In der Krypta der Wallfahrtskirche befindet sich eine Gedenkstätte für die Opfer der beiden Weltkriege aus den katholischen Gemeinden des Oldenburger Landes. An den Wänden der Krypta stehen auf Marmortafeln 3.672 Namen von Gefallenen und Vermissten des Ersten Weltkriegs, geordnet nach Kirchengemeinden und Bauerschaften.
Für den Zweiten Weltkrieg liegt in der Krypta seit 1972 ein gedrucktes Gedenkbuch aus. Dieses ist untergliedert in neun Dekanate (Cloppenburg, Damme, Delmenhorst, Friesoythe, Löningen, Oldenburg, Vechta, Wesermarsch und Wilhelmshaven), denen die damaligen Kirchengemeinden zugeordnet sind. Insgesamt sind 10.244 Namen von Gefallenen und Vermissten aufgeführt, in der Regel mit dem Geburts- und dem Todesjahr. Neben den Soldaten sind auch zivile Kriegsopfer genannt.